# Dekanat Mielec Południe
Dekanat Mielec Południe – dekanat wchodzący w skład diecezji tarnowskiej. Powstał 10 października 1986 na mocy dekretu bpa Jerzego Ablewicza. 

## Dziekani dekanatu Mielec Południe
- od 1986 – ks. Jan Białobok
- 1996–2001 – ks. Stanisław Składzień (proboszcz parafii Trójcy Przenajświętszej w Mielcu)
- 2001–2017 – ks. Kazimierz Czesak (proboszcz parafii Matki Bożej Nieustającej Pomocy w Mielcu)[1]
- 2017–2021 – ks. dr Bogusław Połeć (proboszcz parafii MBNP w Mielcu)
- od 2021 – ks. prał. dr Ryszard Biernat (proboszcz parafii MBNP w Mielcu)[2]

## Parafie wchodzące w skład dekanatu
- Dobrynin – Parafia Najświętszej Maryi Panny Królowej Polski
- Kiełków – Parafia Zmartwychwstania Pańskiego
- Książnice – Parafia św. Jana Chrzciciela
- Łączki Brzeskie – Parafia Matki Bożej Królowej i św. Judy Tadeusza Apostoła
- Mielec – Parafia Matki Bożej Nieustającej Pomocy
- Mielec – Parafia Trójcy Przenajświętszej
- Mielec-Rzochów – Parafia św. Marka Ewangelisty
- Przecław – Parafia Wniebowzięcia NMP
- Trześń – Parafia św. Wojciecha